# Edwin Drake
Edwin Drake (28. března 1819 New York – 8. listopadu 1880 Bethlehem) byl americký stavbař a vynálezce, průkopník v oblasti stavby a technologie ropných vrtů.
Dříve se ropa získávala pouze přímým odběrem z místa, kde vytékala na povrch. Vymyslel způsob, jak se k ropě dovrtat, poněvadž po mnoha pokusech ropu dolovat tímto způsobem se jáma vždy zasypala. Jeho řešení problému spočívalo v tom, že v roce 1859 vrták umístil do litinové roury v pensylvánské Ropné zátoce provrtal tímto způsobem dvacet metrů skály. Brzy poté těžil až 4 000 litrů ropy za den. Tento vynález si ale nedal patentovat a zemřel v chudobě v roce 1880. Jeho vynálezem se inspirovali i spisovatelé (například komiks Lucky Luke).